# Strix fulvescens
Strix fulvescens é uma espécie de ave estrigiforme pertencente à família Strigidae.